# 卡瓦列羅沃區

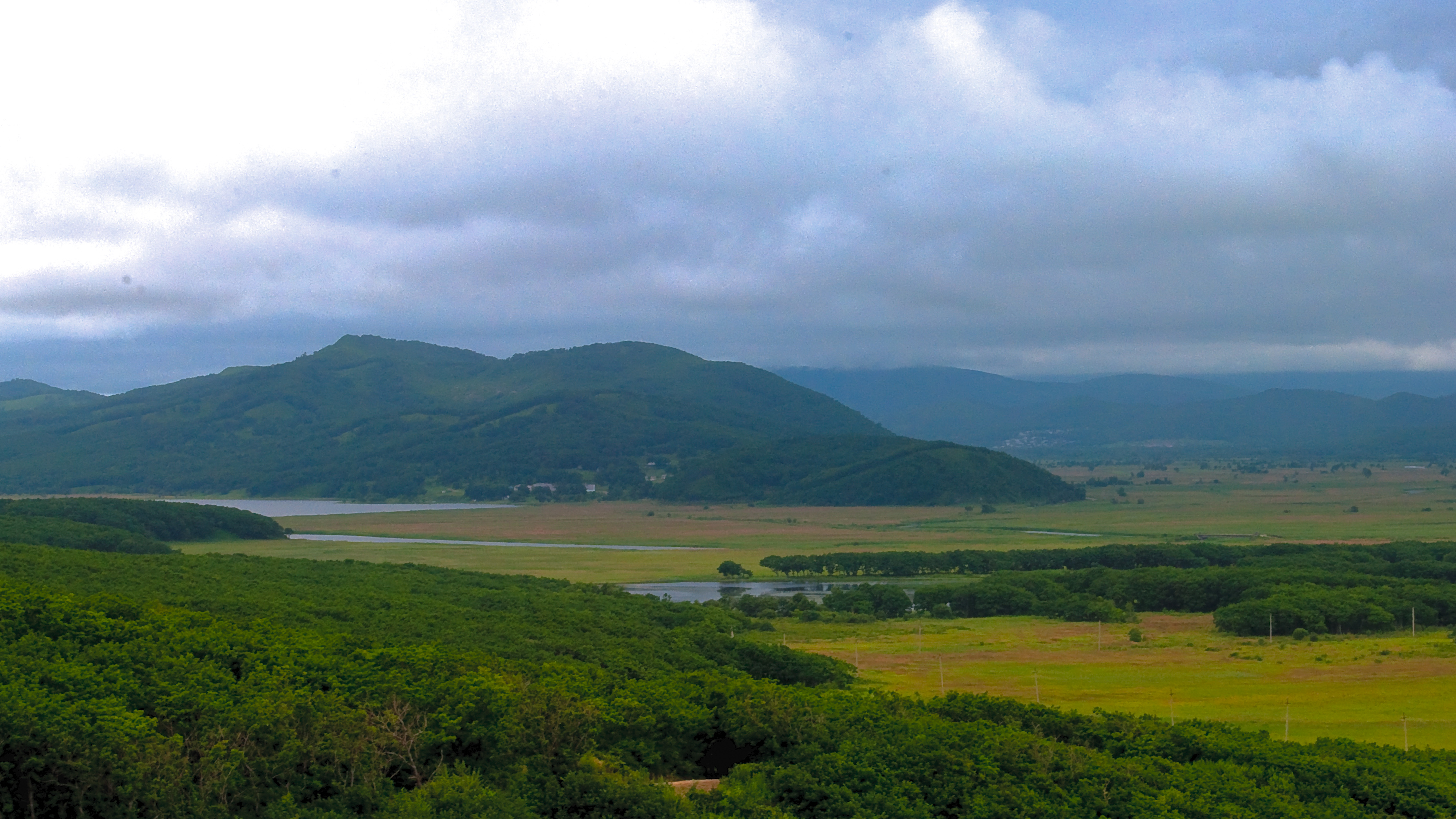

44°16′N 135°03′E / 44.267°N 135.050°E
卡瓦列羅沃區（俄语：Кавалеровский район），是俄羅斯的一個區，位於該國東南部，由濱海邊疆區負責管轄，始建於1954年6月3日，面積4,215.2平方公里，2010年人口25,833，人口密度每平方公里6.13人。